# مهدي علامة
مهدي فوزي محمود علامة هو لاعب كرة قدم أردني، يلعب كلاعب خط وسط لنادي الميناء العراقي والمنتخب الأردني. بدأ مسيرته الرياضية مع نادي الجزيرة قبل ينتقل إلى النادي الفيصلي بعقد لمدة  5 سنوات. وبعدها احترف في الميناء العراقي ثم عاد ليلعب مع ناديه الأم الجزيرة. وكانت أول مباراة لمهدي مع المنتخب الأردني ضد لبنان في بطولة اتحاد غرب آسيا لكرة القدم 2014 في 26 ديسمبر 2013، التي أقيمت في الدوحة.

## الاحصائيات

### دولي
آخر تحديث 15 نوفمبر 2016.
| الفريق الوطني | سنة     | الظهور | الأهداف |
| ------------- | ------- | ------ | ------- |
| الأردن        | 2013    | 1      | 0       |
| الأردن        | 2014    | 2      | 0       |
| الأردن        | 2016    | 1      | 0       |
| المجموع       | المجموع | 4      | 0       |